# Liste der Monuments historiques in Villécloye
Die Liste der Monuments historiques in Villécloye führt die Monuments historiques in der französischen Gemeinde Villécloye auf.

## Liste der Objekte
| Bezeichnung                            | Beschreibung                                                                                                   | Standort                        | Kennzeichnung | Schutzstatus | Datum | Bild |
| -------------------------------------- | --- | ------------------------------- | ------------- | ------------ | ----- | ---- |
| Hauptaltar                             | Altartisch, Retabel und Skulptur Heiliger Maximin; Holz, farbig gefasst und vergoldet, 18. und 19. Jahrhundert | in der Kirche St-Maximin (Lage) | PM55002532    | Inscrit      | 1997  |      |
| Skulptur Notre-Dame de Luxembourg      | Darstellung der Madonna mit Kind; Holz, 18. Jahrhundert                                                        | in der Kirche St-Maximin (Lage) | PM55000730    | Classé       | 1982  |      |
| Takenplatte                            | Gusseisen, um 1700; in der Abtei Orval hergestellt                                                             | im Pfarrhaus (Lage)             | PM55001363    | Classé       | 2011  |      |
| Skulptur Heiliger Rochus               | Stein, farbig gefasst, 17. Jahrhundert                                                                         | in der Kirche St-Maximin (Lage) | PM55002604    | Inscrit      | 2005  |      |
| Skulptur Unterweisung Mariens          | Stein, farbig gefasst, 18. Jahrhundert                                                                         | in der Kirche St-Maximin (Lage) | PM55002605    | Inscrit      | 2005  |      |
| Skulptur Heilige Reineldis von Saintes | Holz, 18. Jahrhundert                                                                                          | in der Kirche St-Maximin (Lage) | PM55000731    | Classé       | 1980  |      |
| Kelch                                  | Silber, vergoldet, drittes Viertel des 19. Jahrhunderts, von Charles-Eugène Trioullier                         | in der Kirche St-Maximin (Lage) | PM55001227    | Classé       | 1995  |      |
| Kanzel                                 | Eichenholz, 18. Jahrhundert                                                                                    | in der Kirche St-Maximin (Lage) | PM55002531    | Inscrit      | 1995  |      |
| Monstranz                              | Silber, vergoldet, zwischen 1797 und 1809, von Jean-Louis Galliot                                              | in der Kirche St-Maximin (Lage) | PM55001121    | Classé       | 1993  |      |